# Котор Варош
Котор Варош је градско насеље и сједиште општине Котор Варош у Републици Српској, БиХ. По попису становништва 2013. у Босни и Херцеговини има 7.603 лица, а према коначним подацима за Републику Српску које је издао Републички завод за статистику, у насељу Котор Варош је живјело 7.330 лица.

## Географија
Котор Варош се налази у долини ријеке Врбање, југоисточно од Бање Луке. Смјештен је у сјеверозападном дијелу општине.

## Историја

### Античко доба и прве насеобине
Подручје општине Котор Варош је археолошки и историјски веома мало истражено. Историја бележи, да су на овим просторима постојала насеља у далекој прошлости, чак и у периоду неолита. Ово подручје су тада насељавали Илири. У IV вијеку п. н. е. на ово подручје су први пут продрли Келти. Пред крај старог вијека подручје око ријеке Врбас, Врбање и Сане насељавало је трачанско племе Мезеји. У I веку ово подручје освајају Римљани који постепено асимилирају Мезеје и ангажују их у своје легије и своју морнарицу. Из тог периода постоји више локалитета који указују на римске грађевине.
У седмом вијеку ово подручје насељавају Јужни Словени. Словенизацијом овог дела Балканског полуострва ту се формирају прве државице Јужних Словена.
Прво которварошко насеље, средњовековни град Котор, свакако је настало много пре 9. вијека, јер, према веродостојним изворима, прије тога је било је "неколико пута похаран“.
Подаци су преузети из дјела Балтазара Сплићанина, неспорног касног писца, који, у вези са догађајима у 9. вијеку спомиње Босанско краљевство и поријекло имена данашњег града Котор у Бококоторском заливу, који је као и Рисан, био у граничном подручју југоисточног дијела Краљевине Босне.
Према оба извора, у именовању будућег града Котора, у вријеме када је Угари често упали у Босанско краљевство и у више наврата пустошили територију босанског града Котора, који је у другој књизи своје Географије Герард Руднигер означио као Весекатро, који је близу Бањалуке. Могуће је да је назив потиче од појма вазал (лат. vassallus = слуга, вазал код краља Франака, а касније других европских владара, који од краља добија посјед — лено или феуд) и присвојног придјева cataro (=катарски). Не може се искључити ни могућност да је Васекатро био уточиште и/или насеобина Катара, јер исти коријен имају и латински термини за именице ваза (văs, vasis, mn. vāsa, vasōrum = посуда, ратна направа) и јамац, данас жирант или гарант (= văs, vădis).
Племићи из босанског Котора, по имену, Нендор, Мирослав и Вуксан, заједно са још некима, сазнавши да се зида нови град на мору, отишли су са свом својим имовином велике вриједности у злату и сребру према познатој локацији, будући да је Босанско краљевство било богато рудама племенитих метала. Када су, према Михаелу Солињанину (у опису Далмације), стигли у Рисан, разгласили су своју намјеру да подигну тврђаву у којој би били сигурни. Када се то сазнало у насељу Аскривија (Ascruvium), позвали су их да планиране трошкове уложе у изградњу већ започетог града, "те да здружени живе као прави пријатељи и грађани“.
Босанци, који су то иначе жељели, не прихватише одмах овај приједлог већ послије неколико дана одговорише да су спремни удовољити њиховом тражењу, али под условом да се нови град назове именом њихове отаџбине, Котор. Ово нису прихватили Аскривљани, али се доцније (каже Солинјанин), по наговору свог бискупа, сложише да баце жријеб, те тако одлуче којим именом да се град назове. И жријеб испаде у прилог Которана Босанаца...
Сљедећи писани документи о насељу на овим просторима датирају из 1322, 1323. и 1412. године. То је повеља Стјепана II Котроманића (босански бан од 1322. до 1353), који дарује Вукосаву Хрватинићу, 1322, жупе Даница и Врбања са градовима Кључ и Котор као личну имовину, јер је помагао у преузимању власти у сукобима са Бабунићима. Овај феудални посјед Хрватинића, касније 1404. још више шири Хрвоје Вукчић Хрватинић (Стјепанчић), који се називао господарем Доњих Краја (подручје од Врбаса до преко Сане а касније још више). Иако су угарски краљеви Лудовик I и Сигисмунд (који је кацније освојио Хрватску, Чешку и Њемачку покушали освојити Босну, то им није полазило за руком. Чак је угарски краљ Сигисмунд I 1411. Хрвоју Вукчићу Хрватинићу признао право посједовања Доњих Краја. У то вријеме градови Котор и Звечај у Тијесном код Бања Луке имали су стратешки значај за одбрану босанске државе.
Још од тог времена датирају данашња народна вјеровања у чудотворну воду са извора (точка) Бобас, који се налази изнад истоименог водопада на десној литици Јакотине, под зидинама тамнице у (сада срушеној) утврди Котор (на литици лијеве обале ријеке).

### Османлијско доба
Од 1519. средњовјековни град Котор је под турском влашћу. Тада је поред насеобине Котор формира и Варош, на подручју данашњег Доњег Вароша. Ширењем града у оба правца, према археологу Ђурђевићу, настао је град који је у свом имену задржао оба имена: Котор Варош, који је укључивао насеља: Котор католички, Котор турски, Чепак, Слатина и Варош, која се по први пут под тим именом помиње 1889. године, након пописа, који је тада организовала Аустро-Угарске, а која је одлуком великих сила анектирала у Босну и Херцеговину 1878.
У свом ратном походу на западну Босну, Гази Хусрев-бег је 1520-их брзо напредовао, освојивши Котор (1521), Звечај, Гребен, Сокол, Језеро, Винац, Врбашки град. Ливач, Карматин, Бочац, Удбину, Врану, Модруч и Пожегу. У долину Врбање. преко влашићког масива се може стићи из два правца:
- преко гудура Угра и Иломске или
- из долине Лашве и њене притоке Биле, превојем којим данас пролази траса (још увијек неизграђене) комуникације регионалног пута R-440.

Имајући у виду брзину овог продора, претпоставља да су Крушево Брдо и Шипраге пали дан прије Боја на Бечићком пољу, односно пада Котора.
Зна се да су долину Врбање и њен административни центар Котор, Османлије запосјеле 1519, тек 56 година након пада Босне (1463). Затим, предвођени Гази Хусрев-бегом, освајају Бања Луку, 1521..
Под данашњим именима, мјеста у овој долини се по први пут спомињу 1889. године, послије пописа становништва, који је реализовала Аустро-Угарска власт, након анексије Босне и Херцеговине, 1878, према споразуму „великих сила“.
Изузев преношења "с кољена на кољено", веома је мало доступних података о османлијској епохи у долини Врбање. Зна се, међутим, да је у том раздобљу долина била у Кобашкој Капетанији, чије је сједиште, пред анексију, било у Котору (Которграду, данашњи Котор Варош).

### Аустроугарско доба
Аустроугарске власти су изградиле разгранату мрежу шумског ускотрачног саобраћаја дуж тока Врбање и њених притока. Примарна намјена и м је била да, уз посредовање Земаљске владе БиХ, интензивирају експлоатацију шумског блага и осталих природних ресурса. Пруга је долазила из Котор Вароша. На подручју Шипрага се рачвала у неколико праваца. Уз Демићку је ишла до испод Дунића (825 м), a уз Црквеницу до (823 м). Од Крушева Брда су ишла два крака пруге: уз Врбању и Бобовицу. Траса уз Врбању је водила преко Килавца до окретаљке и Чекрка, а затим — након транспорта локомотиве помоћу чекрка (у кланцу између Шепирица и Јасена) — до Ријечица (1300 м). Одвојак уз Бобовицу је пролазио кроз село Бобовице, па између Палике и Пашинца до Сребреног брда (према Меокрњу), тј. до ушћа потока Крна (921 м). На трасама демонтираних пруга, касније су изграђене локалне цесте за многа шипрашка села.

### Двадесети вијек
Срби су се почели насељавати у другој половини 19. века. Први месни Србин трговац, Миле Спасојевић отворио је своју трговачку радњу 1877. године. Касније је основана Котор-варошка српска црквена општина од стране њега и трговаца који су се од њега осамосталили. Спасојевић је заслужан за подизање прве српске православне цркве у градићу. Поклонио је земљиште на лепом месту од 8 дунума вредно 1000 к. Ту су априла 1902. године положени темељи прве српске цркве. Док се градила црква свештеник је био поп Лазар Ожеговић.

#### Први свјетски рат и "Прва Југославија"
У Првом свјетском рату десеткована је мушку популација цијелог которварошког краја. Највише су страдали у рату или одведени у ропство. Добар дио их је "покосила" "Шпанска грозница". Стога, двије генерације овог подручја, од 20-их до 50-их година 20. вијека не памте њихове очеве и / или дједове. Од 1. децембра 1918. до 3. октобра 1929, Котор Варош је био дио Краљевина Срба, Хрвата и Словенаца и до 1941. Краљевине Југославије.

### Други свјетски рат
Већ по проглашењу Независне Државе Хрватске у Котор Варошу је успостављена усташка власт, а усташе су град држале под окупацијом све до краја рата. Уз помоћ бањолучког гарнизона и подршку Нијемаца успијевали су одупријети неколико партизанских покушаја да ослободе град. Которварошки партизани су били укључени у Четрнаесту средњобосанску бригаду и сусједне локалне јединице.
Устаничка подручја Општине биле су Шипраге и Масловаре, као снажна упоришта и уточишта за више партизанских јединица, укључујући и 12. дивизијске болнице (у клисури Демићке). На подручју Шипрага и Масловара је, на самом почетку рата, било неколико локалних партизанских јединица, које су касније укључене у придошле веће формације.
Послије Другог свјетског рата Котор Варош је припао Народној Републици Босни и Херцеговина у ФНРЈ и касније у СФРЈ до 1992. Послије Дејтонског споразума 1995. године, постао је дио Републике Српске у Босни и Херцеговини.
За вријеме тог рата, фра Алојзије Ћосић из Котор Вароша са олтара је позивао народ да ступи у усташке редове, а ко се не би његовом позиву одазвао прекорио би га. Био је организатор которварошке милиције и ревностан радник на покрштавању Срба.
По причању Љубише Зарића и Љубише Дивјака, шофера из Бања Луке у Котор Вароша, сами Срби мјештани су приморани да руше своју цркву.
Жупанијски начелник из Котор Вароша сазвао је виђеније људе у срезу и саопштио им да пређу у католичку веру: ко се тој наредби не покори биће исељен из Хрватске.

### Рат у БиХ
У периоду од 1992. до 1995. године, у Котор Варошу је отпочео рат. На подручју општине Котор Варош, на почетку рата, било је 1.500 наоружаних Хрвата и Муслимана, са друге стране је било око 400 наоружаних Срба. У априлу 1992. године ухваћен је муслиманско-хрватски план о заузимању Котор Вароша. План је обухватао напад на сва српска села и на сам град, другог дана Бајрама. Међутим њихов циљ је осујећен уласком снага Територијалне одбране, Центра за обуку у Масловарама и снага Специјалне полиције из Бање Луке на челу са Которварошаном Стојаном Жупљанином (родом из Масловара), у град и сва српска села. На подручју општине рат је трајао до новембра 1992. године када је пало и последње упориште хрватско-муслиманске коалиције, село Вечићи. Команданти ове коалиције у Котор Варошу били су Стипо Марић-Спржо и Рамо Зехер, који су убијени. Вечићки и остали борци противничких снага су починили злочине над српским становништвом и српском војском. Познати су масакр у Сердарима, сачекуша на Вигошти, масакри у Рујевици итд.
За злочине у Сердарима неправоснажно су осуђени Фикрет Планинчић, Сеад Мензил на по 11 година и 6 мјесеци, Мирсад Ватрач на 10 година и 6 мјесеци, а Расим Лисанчић на 9 година и 6 мјесеци. Такође су осуђени Сулејман Бербић на по 12 година и 6 мјесеци, а Ћамил Билић на 13 година и 6 мјесеци. Ови злочинци су убили само у Сердарима 16 Срба од 1 до 60 године, и при томе запалили село.
Међутим, у коначној пресуди стоји:
Апелационо вијеће Суда БиХ осудило је Фикрета Планинчића на 11 година затвора за учешће у нападу на село Сердари, септембра 1992. године када је убијено 16 српских цивила, док су Сеад Мензил и Мирсад Ватрач ослобођени оптужбе.
За вријеме рата у БиХ, которварошани су били припадници 1. лаке пјешадијске которварошке бригаде и 22. лаке крајишке бригаде. Ове бригаде су учествовале у борбама око Котор Вароша и цијеле Републике Српске.

## Становништво

### Преглед по пописима
| Година     | 1879. | 1885. | 1889. | 1910  | 1921. | 1931. | 1948. | 1953. | 1961. | 1971. | 1981. | 1991. | 2013. |
| Популација | 422   | 418   | 312   | 1.361 | 1.428 | 1.400 | 4.715 | 2.428 | 2.893 | 2.700 | 5.423 | 7.411 | 7.603 |

| Националност       | 2013.          | 1991.          | 1981.          | 1971.          |
| Срби               | 6.251 (82,22%) | 2.522 (34,03%) | 1.310 (24,15%) | 749 (19,99%)   |
| Хрвати             | 252 (3,31%)    | 2.432 (32,81%) | 1.789 (32,98%) | 1.490 (39,77%) |
| Муслимани          | 920 (12,10%)   | 1.800 (24,28%) | 1.436 (26,47%) | 1.342 (35,82%) |
| Југословени        | 15 (0,19%)     | 547 (7,38%)    | 787 (14,51%)   | 110 (2,93%)    |
| Остали и непознато | 180 (2,36%)    | 110 (1,48%)    | 101 (1,86%)    | 55 (1,46%)     |
| Укупно             | 7.603          | 7.411          | 5.423          | 3.746          |

| Демографија | Демографија | Демографија |
| Година      | Становника  | Становника  |
| ----------- | ----------- | ----------- |
| 1895.       | 20.858      |             |
| 1910.       | 23.780      |             |
| 1921.       | 22.072      |             |
| 1931.       | 27.236      |             |
| 1948.       | 2.428       |             |
| 1953.       | 4.715       |             |
| 1961.       | 2.893       |             |
| 1971.       | 3.746       |             |
| 1981.       | 5.423       |             |
| 1991.       | 7.411       |             |
| 2013.       | 7.603       |             |

- Подаци за период 1885—1931. односе се на становништво општине

### Становништво по општинама Среза Котор Варош, 1953.
| Пописно подручје | Укупно | Срби  | Хрвати | Словенци | Македонци | Црногорци | Југословени неопредијељени | Чеси | Пољаци | Русини — Украјинци | Остали Словени | Остали несловени |
| СРЕЗ КОТОР ВАРОШ | 37898  | 25008 | 6485   | 4        | 4         | 10        | 6375                       | 2    | –      | 2                  | –              | 8                |
| Котор Варош      | 4715   | 805   | 2640   | 2        | 3         | 6         | 1253                       | 1    | –      | 1                  | –              | 4                |
| Масловаре        | 4574   | 3966  | 8      | –        | –         | –         | 600                        | –    | –      | –                  | –              | –                |
| Превиле          | 4576   | 3537  | 696    | –        | –         | –         | 342                        | –    | –      | –                  | –              | 1                |
| Скендер Вакуф    | 7100   | 6566  | 16     | –        | –         | –         | 518                        | –    | –      | –                  | –              | –                |
| Шипраге          | 7746   | 6036  | 24     | 1        | 1         | –         | 1682                       | –    | –      | –                  | –              | 2                |
| Врбањци          | 4919   | 1678  | 1728   | 1        | –         | 4         | 1505                       | 1    | –      | 1                  | –              | 1                |
| Забрђе           | 4268   | 2420  | 1373   | –        | –         | –         | 475                        | –    | –      | –                  | –              | –                |